# Paspalum riedelii
Paspalum riedelii är en gräsart som beskrevs av Carl Christian Mez. Paspalum riedelii ingår i släktet tvillinghirser, och familjen gräs. Inga underarter finns listade i Catalogue of Life.